# Orting
Orting – miasto w Stanach Zjednoczonych, w stanie Waszyngton, w hrabstwie Pierce.